# Microsorum krayanense
Microsorum krayanense är en stensöteväxtart som beskrevs av M. Kato, Darnaedi och K. Iwats. Microsorum krayanense ingår i släktet Microsorum och familjen Polypodiaceae. Inga underarter finns listade.